# Multiclavula delicata
Multiclavula delicata är en lavart som först beskrevs av Elias Fries, och fick sitt nu gällande namn av R.H. Petersen 1967. Multiclavula delicata ingår i släktet Multiclavula och familjen Clavulinaceae.   Inga underarter finns listade i Catalogue of Life.